# Alexandre Le Grand (négociant)
Pour les articles homonymes, voir Alexandre le Grand (homonymie).
Alexandre Prosper Hubert Le Grand (de son nom original Alexandre Legrand, né le 6 juin 1830 à Fécamp – mort le 20 mai 1898 à Neuilly-sur-Seine) était un négociant en vins et un industriel normand du XIXe siècle, qui inventa  en 1863, la liqueur Bénédictine, à partir d'un mélange de plantes locales et d'épices exotiques.

## Biographie
Fils d'un capitaine de navire, Alexandre-Prosper-Hubert Le Grand aurait retrouvé, en 1863, un vieil Herbarius (ou Jardin de santé) parmi les ouvrages de la bibliothèque ayant appartenu à l'abbaye de Fécamp contenant des recettes médicinales à base de simples et d'herbes utilisées par les moines de l'abbaye. Avec l'aide d'un pharmacien, il a mis au point la recette de la liqueur qui allait le rendre célèbre. 
Initié à la collection d'objet précieux par son père, Alexandre-Prosper-Hubert Le Grand est le fondateur du Palais Bénédictine, un bâtiment à l'architecture composite et extravagante, mélangeant les styles et les époques  : gothique, Renaissance et Art nouveau, caractéristique de l'éclectisme en vogue au XIXe siècle et inauguré en 1888, pour en faire le siège de la société. Ce palais existe toujours et abrite, outre le matériel de la distillerie (la distillation se faisant toujours au palais 2 fois par mois. L'embouteillage est fait dans le sud dans une usine du groupe Bacardi), un musée consacré à la précieuse liqueur normande.

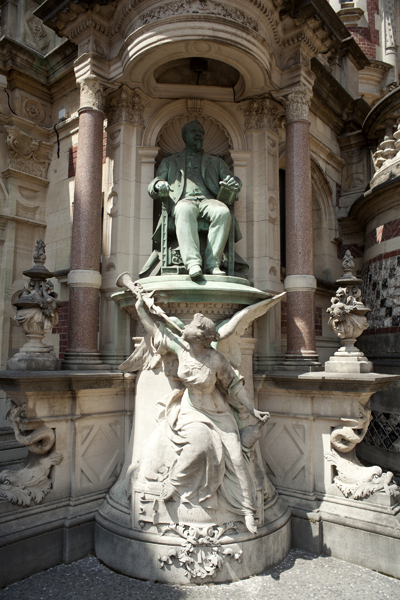
Statue d'Alexandre Le Grand.

Alexandre Le Grand a été nommé chevalier de la Légion d'honneur comme capitaine des sapeurs-pompiers pour ses actions contre le feu à Paris pendant la commune, conseiller municipal de Fécamp et conseiller général. Le Pape l'a nommé commandeur de l'ordre de Saint-Grégoire-le-Grand.

## Distinctions
- Chevalier de la Légion d'honneur (décret du 26 août 1871)
- Commandeur de l'ordre de Saint-Grégoire-le-Grand
- Chevalier de l'ordre du Christ
- Officier du Nichan Iftikhar

## La Bénédictine

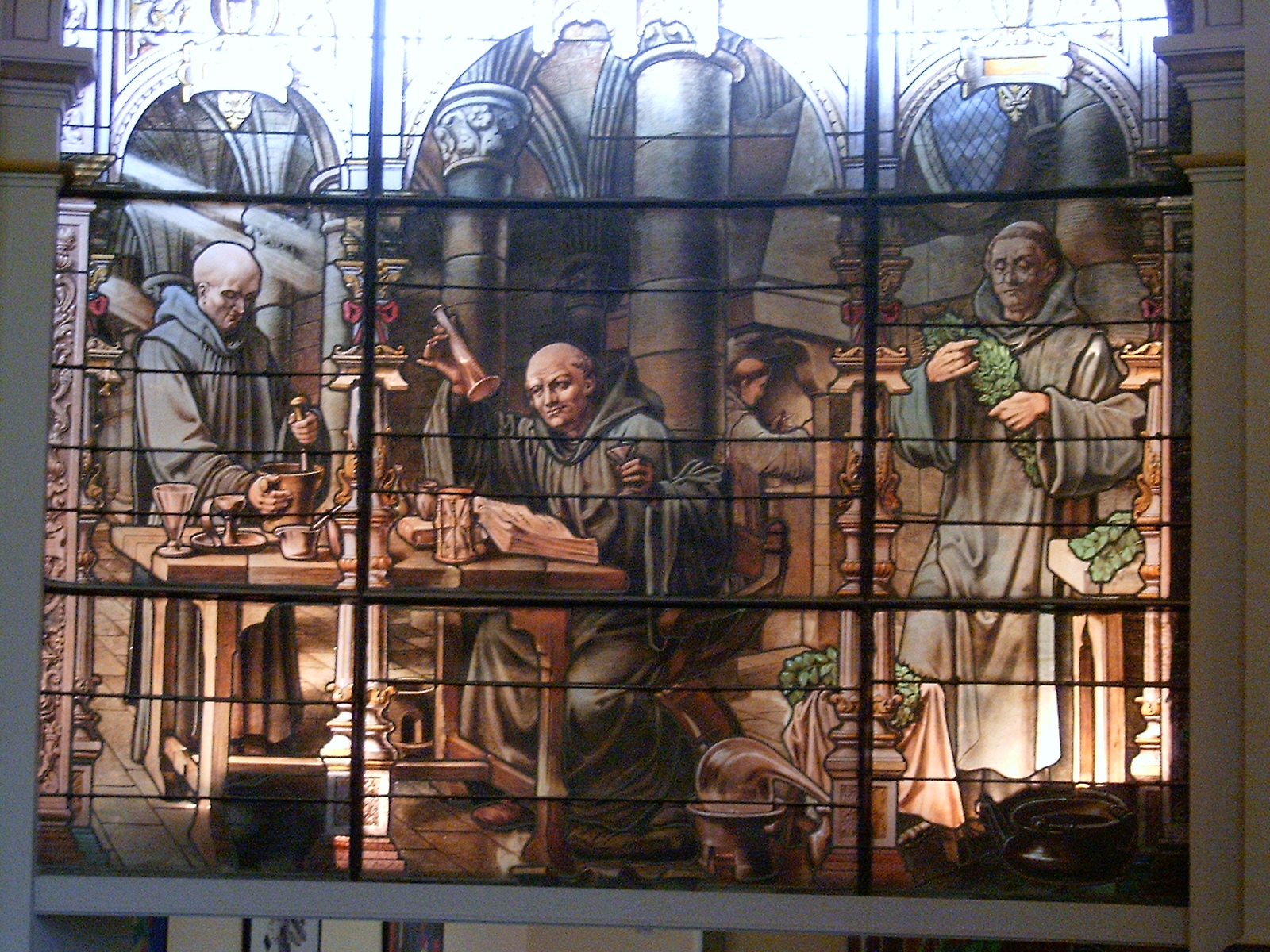
La légende de la Bénédictine dans un vitrail du palais Bénédictine.

L'histoire, quelque peu fantasque, de la liqueur, et celle du musée Bénédictine, situé au cœur de Fécamp, débute en 1863, lorsque Alexandre-Prosper Le Grand, industriel et négociant en vins et spiritueux de Fécamp, qui est aussi un grand collectionneur d'art, retrouve dans la bibliothèque familiale un Herbarius du XVIe siècle provenant vraisemblablement de l'abbaye bénédictine de Fécamp. Il le tiendrait de son grand-père, le « procureur fiscal » Prosper Élie Couïllard qui l'aurait acquis pendant la Révolution.

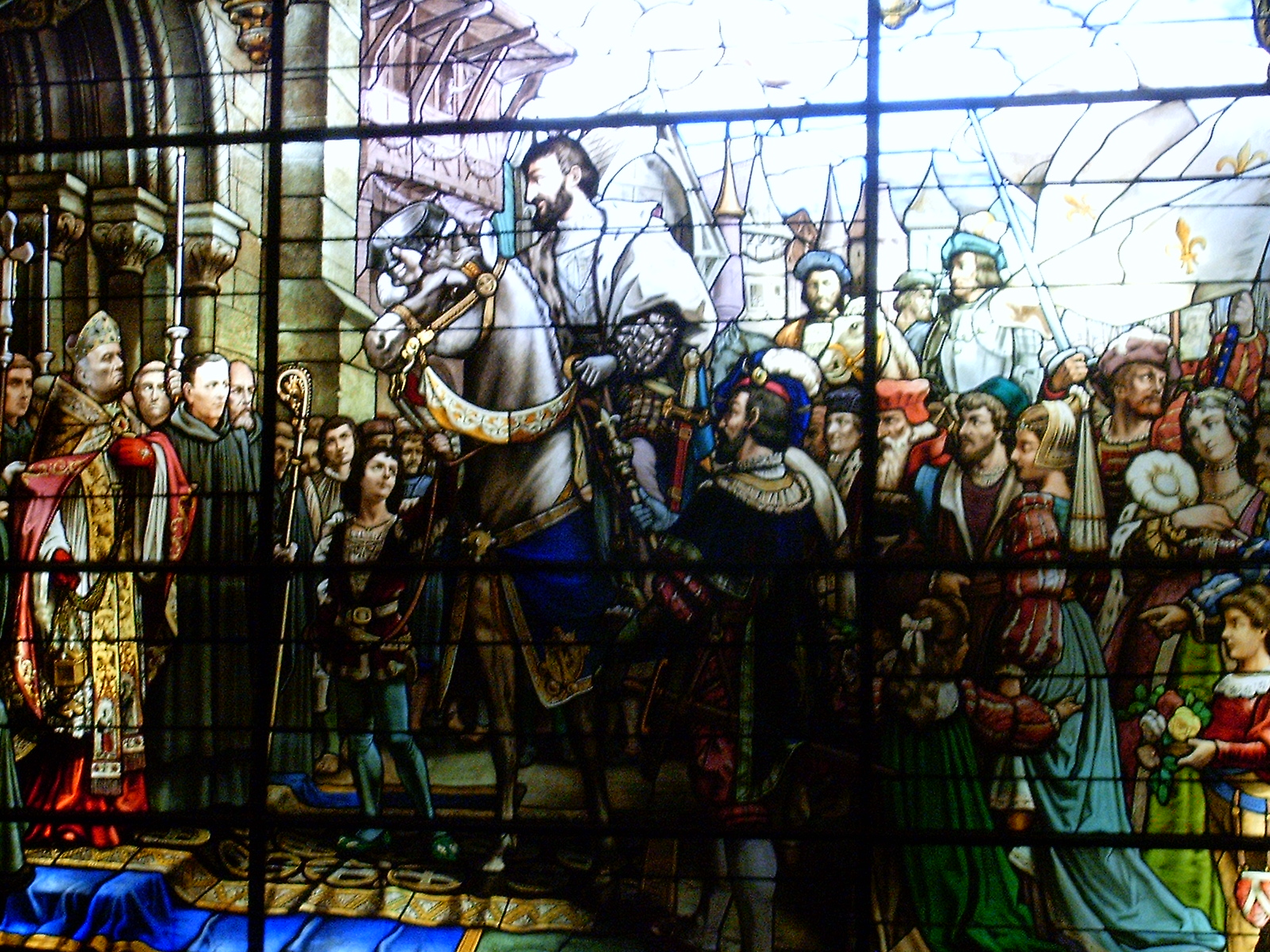
La légendaire venue de François Ier à Fécamp.

Parmi d'autres recettes (il s'agit sans doute d'un réceptaire conçu par et à l'usage des apothicaires) y aurait été consignée celle d'un élixir de santé à base de 27 épices et plantes de l'énigmatique Dom Bernardo Vincelli, un bénédictin vénitien de la Renaissance qui aurait séjourné à l'abbaye de Fécamp, mais dont aucun document ne conserve trace de l'existence, pas même une liste d'abbaye et dont on ne possède pas l'once d'une biographie : il est absolument inconnu. Il s'agit d'une invention probable d'Alexandre Le Grand pour ancrer son invention dans la tradition et créer un lien avec la Renaissance. La réputation du breuvage aurait déjà franchi les frontières du domaine monastique, notamment grâce à François Ier qui, lors de son passage à Fécamp, aurait goûté le fameux élixir et se serait exclamé : « Foy de gentilhomme ! Onc n'en goustai de meilleur ! » Là encore, on se trouve dans le mythe plus que dans la réalité historique, car on n'est pas sûr de la venue du souverain à l'abbaye de Fécamp. Alexandre-Prosper Le Grand va donc investir et amplifier ces différents mythes pour assurer la popularité de sa liqueur. Le palais qu'il fera construire va les reprendre sous la forme de grands vitraux.
Patiemment, Alexandre-Prosper Le Grand déchiffre les précieuses formules médicinales, où la myrrhe voisine avec le genévier, le safran avec l'écorce de citron. L'industriel peaufine sa liqueur et crée une bouteille spéciale pour la commercialiser. Précurseur, il joue d'une carte nouvelle : la réclame. Il demande à des artistes de renom de concevoir des affiches publicitaires et en placarde en France et à l'étranger tel Alphonse Mucha, Sem, Lucien Lopes Silva ou Louise Abbéma, laquelle compose en 1899 un panneau décoratif intitulé La Renommée de la Bénédictine, une huile sur toile très grand format exposée à la Société des artistes français en 1899, puis à l'Exposition universelle de 1900.
Le succès est foudroyant. Il vend annuellement 150 000 bouteilles, dix ans seulement après le lancement de son produit. Le succès est tel que le négociant fonde en 1876 une société baptisée « Bénédictine SA », spécialisée dans la fabrication de liqueurs. En 1882, année de son introduction en Bourse, l'entreprise inaugure une distillerie flambant neuve dont sortent près de 350 000 bouteilles pour atteindre rapidement le million, dopé par l'engouement pour les liqueurs depuis le Second Empire.
Alexandre Le Grand déploie un génie du marketing culturel en étant précurseur en matière de mécénat et de constitution d'une légende autour de son produit et de sa marque. L'acquisition des collections médiévales, le mécénat auprès des artistes de l'époque servent son entreprise commerciale .

## Le palais Bénédictine

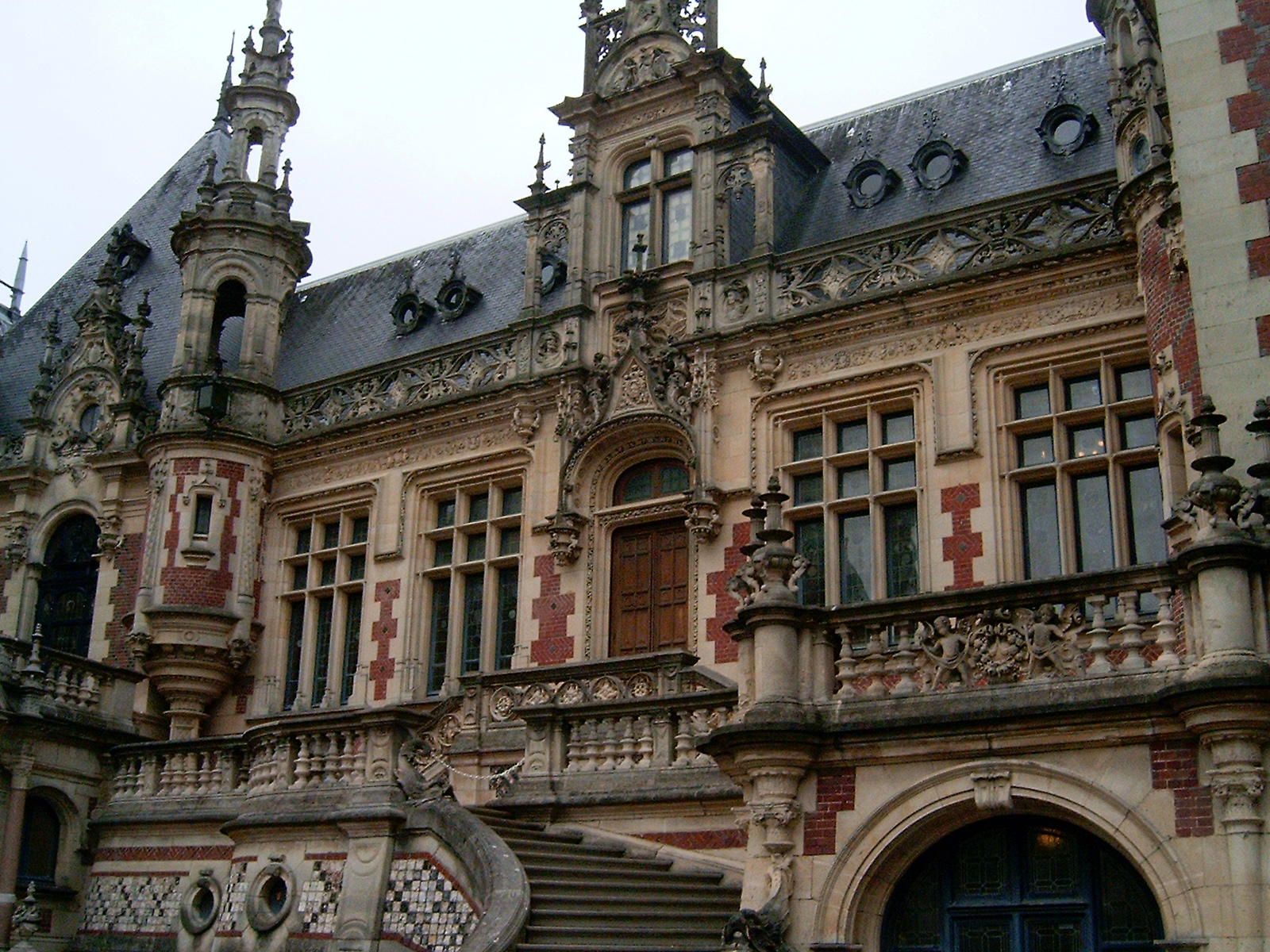
Détail du Palais Bénédictine.

Innovateur, il imagine une distillerie qui puisse accueillir en tout temps les visiteurs désirant assister à l'élaboration de sa liqueur. L'ouverture au public est effective dès 1873. Catholique pratiquant et social, il fonde une caisse de retraite pour ses ouvriers pratiquant ainsi une politique paternaliste, et les assure contre les accidents. En 1892, il fonde également l'orphelinat de Fécamp, et crée l'Harmonie, orchestre de la société.
Éclectique, il propose également plusieurs collections regroupant des tableaux, des statues, des pièces de ferronnerie, des émaux, des tapisseries, des ivoires, des pièces de monnaie, des ouvrages enluminés, des vitraux, etc. Mégalomane, il regroupe le tout dans un immense palais-usine : le Palais Bénédictine, construit par un émule de Viollet-le-Duc, Camille Albert, alors architecte de la ville. 
Ce bâtiment est inauguré une première fois en 1888, puis disparaît en partie  dans un grand incendie le 12 janvier 1892, mais est rebâti, plus grandiose, dès l'année suivante. Le second édifice est inauguré en 1900 par les enfants d'Alexandre Le Grand, décédé durant les travaux. Son allure de château Renaissance à la façade finement ouvragée, dominé par des flèches et campaniles dignes des contes de Perrault, rehausse encore le prestige de la liqueur.

## Château de Gruville
Le château de Gruville est construit à partir de 1876 par l'architecte Camille Albert pour Alexandre Le Grand à Contremoulins. Le logis est asymétrique, sur plan massé, utilisant des matériaux hétérogènes : brique, pan de bois, ardoise, etc. Il a été transformé par Camille Albert en 1911 (création d'un escalier d'honneur) et 1923 (adjonction d'une galerie). Centre d'un domaine agricole, le château de Gruville est doté par Alexandre Le Grand d'une ferme modèle et de châteaux d'eau en forme de tours crénelées, construits de 1886 à 1888. Certains éléments sont protégés au titre des Monuments historiques  comme le logis, l'escalier, la galerie, le portail, la ferme ou la tour.
Alexandre-Prosper-Hubert Le Grand se passionne pour sa ferme-modèle, qui devient sa seconde entreprise : il transforme 160 hectares de bois d'un sol caillouteux en pâturages, plaines de blé, avoine, colza, betterave ; il contribue à l'amélioration de la race bovine normande, son bétail remporte deux prix d'honneur au concours général agricole de Paris.